# 무스강 (온타리오주)

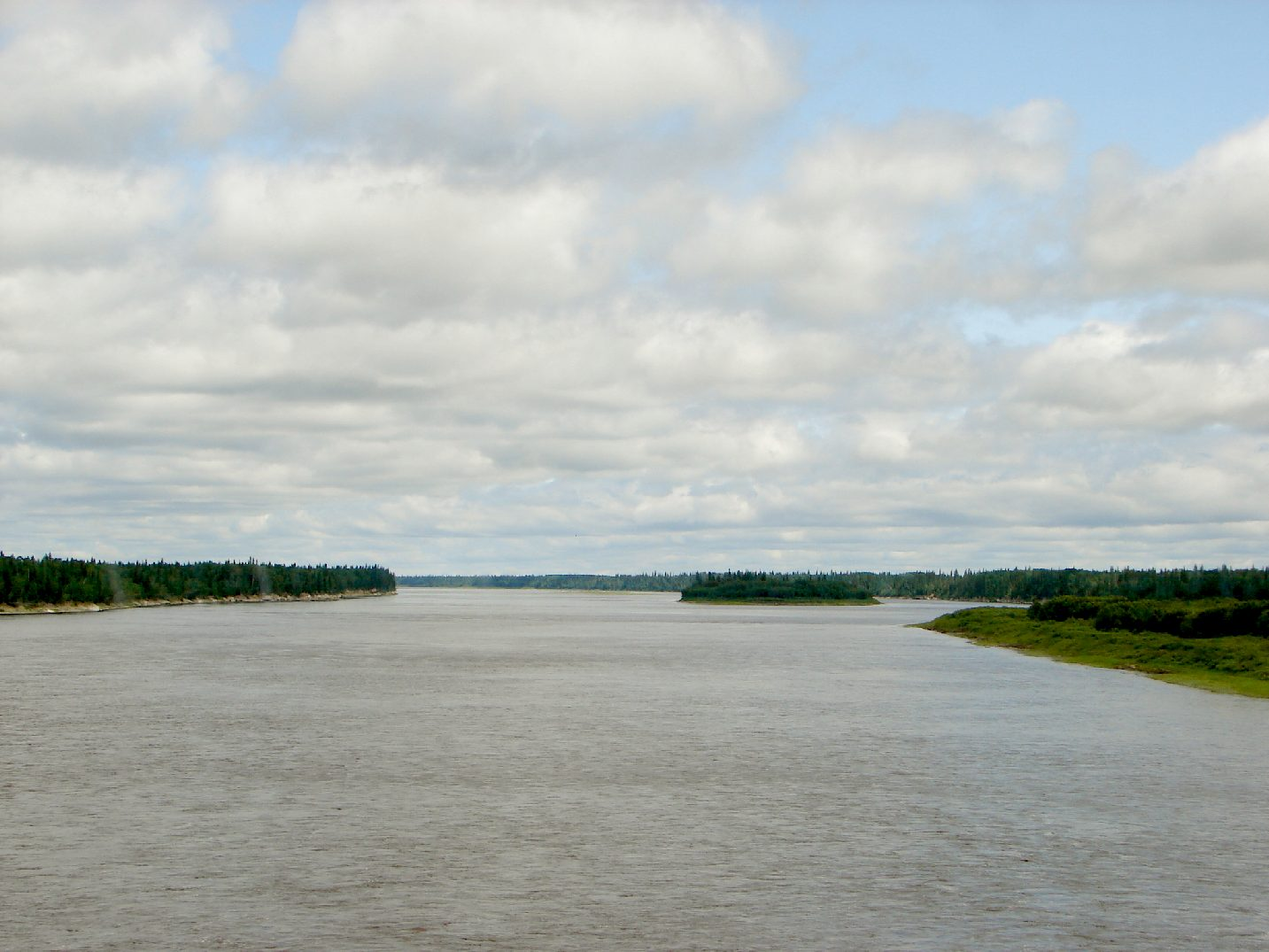
무스강

무스강(Moose River)은 캐나다 온타리오주 북부를 흐르는 강이다. 마타가미강 및 미시나이비강으로부터 합류하며, 100km 북동쪽으로 흘러 제임스만에 이른다.